# La Puebla de Cazalla

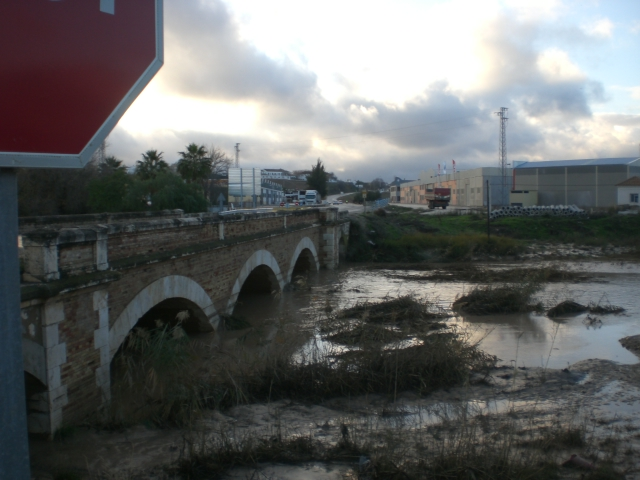
Der Río Corbones in La Puebla de Cazalla

La Puebla de Cazalla ist eine spanische Gemeinde in der Provinz Sevilla in Andalusien. 

## Geografische Lage
Der Ort liegt 60 Kilometer östlich von Sevilla. Der Río Corbones fließt durch den Ort und wird südöstlich des Ortskerns im Stausee Embalse Puebla de Cazalla aufgestaut.
Nachbarorte sind im Norden Marchena, im Osten Osuna, im Südosten Villanueva de San Juan, im Süden Pruna und im Westen Morón de la Frontera.
Über die Autobahn A92 ist der Ort mit den Großstädten Sevilla und Málaga verbunden.

## Geschichte
Der Name Cazalla ist verwandt mit dem spanischen Wort Castillo, Burg. Südlich des Ortes befindet sich tatsächlich eine Burgruine, das Castillo de Luna. Der Ort konnte sich nicht einfach Cazalla nennen, wegen der Namensgleichheit mit dem ebenfalls in der Provinz Sevilla gelegenen Ort Cazalla de la Sierra.
Die Einwohner von La Puebla de Cazalla werden Moriscos genannt, weil die Herzöge von Osuna sich weigerten, dem Willen der Katholischen Könige zu folgen und die Morisken zu vertreiben. Aus demselben Grund ist der Familienname Moreno in Ort sehr verbreitet.

## Feste

### Semana Santa(Karwoche)
Die Semana Santa ist eins der wichtigsten kulturellen und religiösen Ereignisse in La Puebla de Cazalla. Wann diese Tradition am Ort ihren Anfang nahm, ist nicht bekannt. Es gibt jedoch Dokumente, dass die Hermandad del Santissimo Cristo schon seit 1591 an Gründonnerstag eine Prozession veranstaltete. Eine ganze Reihe weiterer religiöser Brüderschaften veranstaltet Prozessionen am Palmsonntag, am Dienstag der Karwoche, am Donnerstag und am Karfreitag.

### Feria(Jahrmarkt)
Der Jahrmarkt von La Puebla de Cazalla findet jedes Jahr in der zweiten Septemberwoche im Paseo Francisco Bohórquez statt.

### Weitere Feste
- Fiesta de San Blas
- Karneval
- Romería
- Reunión del cante jondo, des ernsten, tiefen Flamencogesangs
- Tag des Stadtpatrons San José und der Stadtpatronin Virgen de las Virtudes

## Persönlichkeiten
- La Niña de La Puebla (1909–1999), Flamencosängerin
- José Menese (1942–2016), Flamencosänger
- José María Moreno Galván (1923–1981), Kunstkritiker
- Francisco Moreno Galván (1925–1999), Maler und Dichter
- Paco Cabezas (* 1976), Drehbuchautor und Filmregisseur
- Nando Santos (* 1977), Sänger und Komponist

## Sehenswürdigkeiten

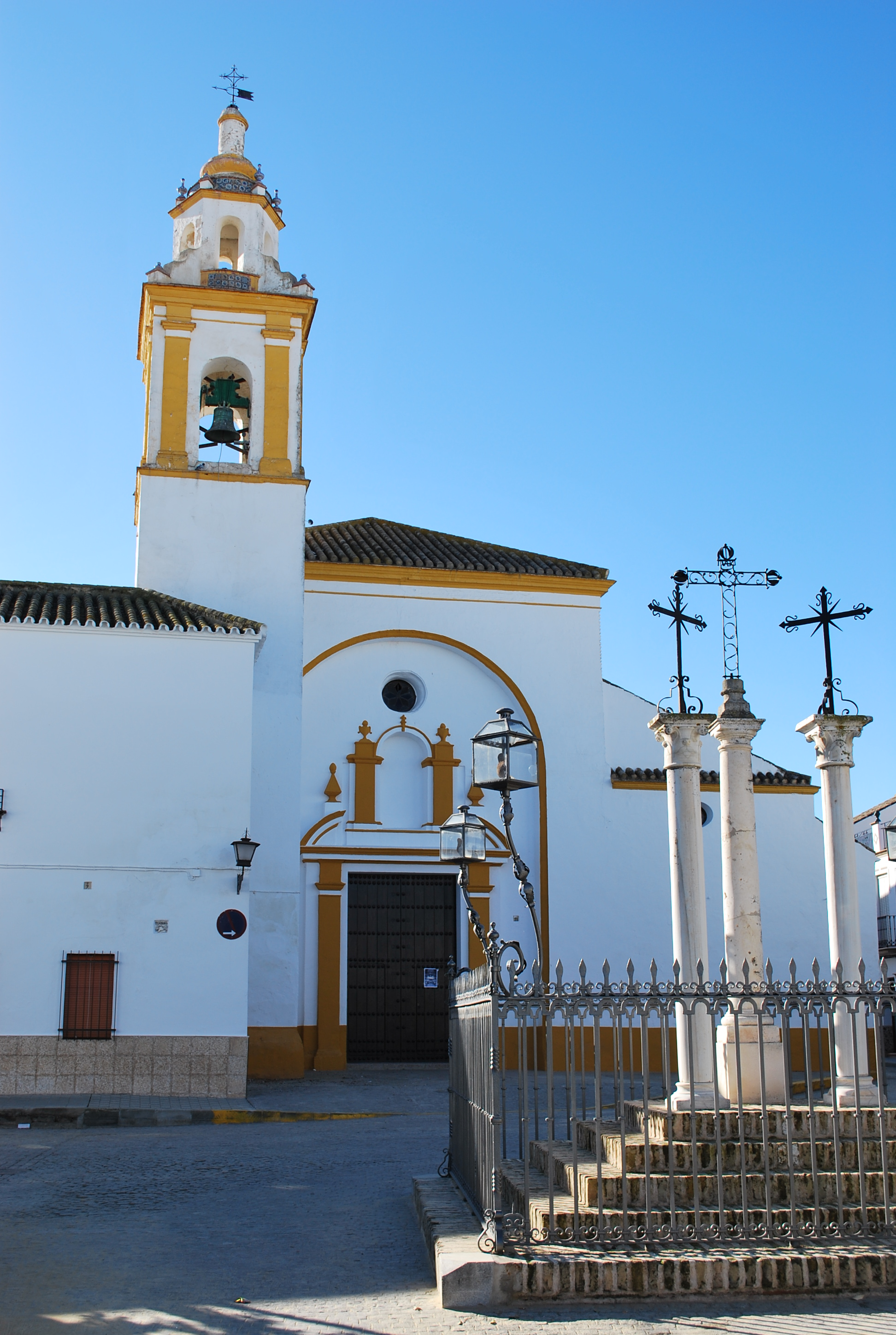
Kirche Nuestra Señora de las Virtudes

- Die Fuenlonguilla mit ihrem arabischen Brunnen
- Pfarrkirche Nuestra Señora de las Virtudes, 16. Jahrhundert
- Kapelle Ermita de San José, Anfang 18. Jahrhundert
- Convento de la Candelaria, 16. Jahrhundert
- Museum für zeitgenössische Kunst José María Moreno Galván
- Städtisches archäologisches Museum
- Burgruine Castillo de Luna, erbaut im 8. Jahrhundert im Zuge der islamischen Eroberung